# Der kleine Prinz kehrt zurück
Der kleine Prinz kehrt zurück (Originaltitel: Le petit prince retrouvé) ist ein französisches Kinderbuch von Jean-Pierre Davidts mit Illustrationen von Marie-Claude Favreau. Es erschien erstmals 1997, die deutsche Übersetzung von Brigitte Große 1998. Es ist eine Fortsetzung von Der kleine Prinz und eine Hommage an Antoine de Saint-Exupéry.

## Handlung
In seinem Sessel sitzend erläutert der Autor Davidts zunächst, dass er – im Gegensatz zu Saint-Exupéry – in seinem Leben sehr viel auf Reisen war. Besonders gern hat er Orte besucht, die durch ihre exotischen Namen auffallen und als Reiseziel eher unbekannt scheinen. Nach längerem Aufenthalt in seiner Heimat beschließt Davidts, wieder zu verreisen. Dieses Mal möchte er in die Stadt Kyaukpyu auf der Insel Ramree. Zu diesem „netten Fleckchen“ auf der Karte schreibt er:

„Wenn ich nur eine einzige Reise machen sollte in meinem kurzen Leben, sagte ich mir da, wenn es einen Ort gäbe, der mich aus meinem Sessel reißen könnte, dann wäre es dieser.“

Da er sich schon längere Zeit an die Bequemlichkeit seines Sessels gewöhnt hat, beschließt er, für diese Reise auf jeden Luxus zu verzichten, und begibt sich mit der Hoffnung, bei einem Frachter anheuern zu können, zum Hafen. Nachdem er mehrmals von Seeleuten abgewiesen wird, hat er schließlich doch noch Glück und darf auf dem Frachter SKIPSKJELEN mitreisen. Der Kapitän ist ein typischer Seebär, mit dem sich Davidts schnell verbrüdert. Auf hoher See bricht ein gewaltiger Sturm aus. Auf Deck rutscht Davidts auf dem Boden aus und wird von einer Woge über Bord gespült. Im Wasser rettet ihn ein Stück Treibholz, an dem er sich festhalten kann.
Als Schiffbrüchiger landet Davidts auf einer kleinen Insel. Als er am Strand aufwacht, steht der kleine Prinz mit einer Kiste vor ihm und konfrontiert ihn ohne Umschweife mit der Frage, ob er ein Tigerjäger sei. Davidt verneint dies und fragt, warum er einen Tiger töten wolle, woraufhin der kleine Prinz meint, dass er ihn nicht töten, sondern jagen wolle. Danach erzählt ihm der kleine Prinz von seinem Planeten, wo Affenbrotbäume aus dem Boden sprießen. Wenn er sein Schaf nicht hätte, würden die Pflanzen den Planeten überwuchern. Eines Tages sei ein entlaufener Zirkustiger auf seinen Planeten gekommen, der drohte, das Schaf zu fressen. Seiner Rose, um die sich der kleine Prinz kümmert, habe der Tiger mit seiner Kralle einen Dorn abgebrochen.

„Meine Rose hat einen Dorn verloren. Sie hat nichts gesagt, aber ich weiß genau, daß es ihr wehgetan hat. Ich habe gesehen, wie eine Träne von einem ihrer Blätter tropfte.“

Im Anschluss an die Begegnung mit dem Tiger begibt sich der kleine Prinz mit seinem Schaf auf eine Reise in Richtung Erde, in der Hoffnung, einen Tigerjäger zu finden. Unterwegs begegnen ihm auf anderen Planeten einige für ihn verwunderliche Persönlichkeiten. Zunächst trifft er einen zerlumpten Mann mit struppigem Haar, zerzaustem Bart und einer runden Brille. Dieser achtet sehr streng auf das Ökosystem seines Planeten. Später trifft der kleine Prinz einen alten Weber, der unnötige Sachen verkaufen möchte, sowie einen grün gekleideten Mann, der alles hasst, was rot ist, und zum Entsetzen des Prinzen eine rote Blume zertritt. Auch ein liebes Mädchen lernt der Prinz kennen, das er aber wieder verlassen muss, weil er die Rose auf seinem Heimatplaneten nicht lange warten lassen will. Sie hätte gerne, dass er noch bliebe, da ihr Planet doch viele schöne Blümen hat, doch der Prinz macht sich Sorgen.

„Das ist etwas anderes. Keine Blume ist so wie meine. Sie ist hochmütig und tollkühn, manchmal auch ziemlich eitel, aber gerade ihre Fehler machen sie für mich zu etwas ganz Besonderen. Außerdem fühlt sie sich ganz verloren so allein, auch wenn sie das niemals zugeben würde.“

Schließlich erreicht der kleine Prinz die Erde, auf der er weiter nach einem Tigerjäger sucht. Im dichten Dschungel trifft er zunächst eine Boa. Diese ist in ihrer Leibesmitte so dick, als hätte sie einen Elefanten verschluckt.
Nachdem der kleine Prinz Davidts von der Reise erzählt hat, verbringen beide ihre Zeit auf der Insel damit, Früchte zu sammeln und jeden Tag vom Strand aus den Sonnenuntergang zu beobachten. Plötzlich kündigt der Prinz an, dass er unbedingt zurück zu seinem Planeten muss, da er die Rose vermisst. Als Davidts am nächsten Tag erwacht, ist der Prinz verschwunden. Kurze Zeit später erscheint die SKIPSKJELEN und der Kapitän nimmt Davidts freudig an Bord. Davidts erzählt ihm von dem kleinen Prinzen und der Kapitän glaubt ihm ohne Vorbehalte. Das Reiseziel ist nach diesen Abenteuer nicht mehr Kyaukpyu, sondern der heimatliche Hafen.
Im Schlusswort wendet sich Davidts wieder an Saint-Exupéry und erklärt ihm, dass er kurz vor dem Abschied mit dem kleinen Prinzen sein Schaf an sich genommen hat und gut darauf aufpasst.

## Form
Der Autor, der in diesem Werk nur aus der Ich-Perspektive erzählt, spricht kaum den Leser selbst an. Obwohl im Umschlag steht, dass das Buch für alle kleinen Prinzen, die auf der Erde unterwegs sind, ist, wird nur Antoine de Saint-Exupéry angesprochen. Das liegt daran, dass Saint-Exupéry in seinem Klassiker Der kleine Prinz geschrieben hatte:

„Wenn dann ein Kind auf Euch zukommt, wenn es lacht, wenn es goldenes Haar hat, wenn es nicht antwortet, so man es fragt, dann werdet ihr wohl erraten, wer es ist. Dann seid so gut und lasst mich nicht weiter so traurig sein: schreib mir schnell, wenn er wieder da ist …“

Das Buch wirkt wie ein langer Brief an den „lieben Herrn Saint-Exupéry“.

## Einordnung in das Werk des Autors
Davidts hatte bereits vorher schon zehn Kinderbücher veröffentlicht. 1995 wurde er mit dem Prix Desjardins für Jugendliteratur ausgezeichnet. Der kleine Prinz kehrt zurück wurde in zahlreiche Sprachen übersetzt, unter anderen ins Japanische, Koreanische, Russische, Kroatische, Spanische und Ungarische.

## Ausgaben
Französische Erstausgabe:
- Le petit prince retrouvé. Les Intouchables, Montréal 1997, ISBN 2-921775-38-7.
  - Deutsche Übersetzung: Der kleine Prinz kehrt zurück. Rotbuch, Hamburg 1998, ISBN 3-434-54501-8.